# Galeazzo Massari
Galeazzo Massari (Ferrara, 24 febbraio 1841 – Ferrara, 22 ottobre 1902) è stato un politico italiano.
Fu senatore del Regno d'Italia nella XVII legislatura. Ebbe la propria residenza a Palazzo Massari, in corso Porta a Mare a Ferrara. Sposò il mezzosoprano Maria Waldmann, cantante ammiratissima da Giuseppe Verdi, delle cui opere fu spesso interprete.